# Эфиопиан Иншуренс
«Эфиопиан Иншуренс» — футбольный клуб из Эфиопии, базируется в городе Аддис-Абеба. Принимал участие в Лиге D2 сезона 2011/12.

## История
Клуб дважды выиграл Кубок Эфиопии и получал возможность сыграть на континентальном турнире, а именно на Кубке КАФ в 1993 году. После победы над руандской командой «Район Спорт», суданским «Аль-Меррейхем», намибийской «Young Ones» и нигерийской Zumunta, команда проиграла будущему победителю турнира — ивуарийской «Стелла д’Аджаме». Это лучший результат эфиопской команды в Кубке КАФ. Команда также принимала участие в трёх других континентальных первенствах: КОК 1996, Кубке КАФ 1999, Кубке Кубков 2003, но каждый раз проигрывала в первом раунде.

## Награды
- Кубок Эфиопии по Футболу
  - Победитель — 1995, 2002.

- Суперкубок Эфиопии по футболу
  - Финалист — 2002.

- Кубок КАФ
  - Полуфиналист — 1993.